# (12305) 1991 TE1
(12305) 1991 TE1 là một tiểu hành tinh vành đai chính. Nó được phát hiện bởi Robert H. McNaught ở Đài thiên văn Siding Spring ở Coonabarabran, New South Wales, Australia, ngày 12 tháng 10 năm 1991.